# Eleições parlamentares europeias de 2009 nos Açores
| Eleições parlamentares europeias de 2009 em Portugal Distritos: Aveiro \| Beja \| Braga \| Bragança \| Castelo Branco \| Coimbra \| Évora \| Faro \| Guarda \| Leiria \| Lisboa \| Portalegre \| Porto \| Santarém \| Setúbal \| Viana do Castelo \| Vila Real \| Viseu \| Açores \| Madeira \| Estrangeiro |

## Resultados por concelho
Os resultados nos concelhos da Região Autónoma dos Açores foram os seguintes:

### Angra do Heroísmo
| Partido                 | Partido                        | Votos  | %               | +/-   |
| ----------------------- | ------------------------------ | ------ | --------------- | ----- |
|                         | Partido Social Democrata       | 3 196  | 37,12 / 100,00  | -     |
|                         | Partido Socialista             | 2 837  | 32,95 / 100,00  | 19,80 |
|                         | Partido Popular                | 959    | 11,14 / 100,00  | -     |
|                         | Bloco de Esquerda              | 602    | 6,99 / 100,00   | 4,51  |
|                         | Coligação Democrática Unitária | 221    | 2,57 / 100,00   | 1,51  |
|                         | Outros                         | 229    | 2,68 / 100,00   |       |
| Votos Inválidos         | Votos Inválidos                | 566    | 6,57 / 100,00   | 4,02  |
| Total                   | Total                          | 8 610  | 100,00 / 100,00 |       |
| Eleitorado/Participação | Eleitorado/Participação        | 32 882 | 26,18 / 100,00  | 7,68  |

| Freguesia                          | %     | %     | %     | %     | %    | Votantes |
| Freguesia                          | PSD   | PS    | PP    | BE    | CDU  | Votantes |
| ---------------------------------- | ----- | ----- | ----- | ----- | ---- | -------- |
| Altares                            | 41,20 | 39,60 | 6,00  | 4,00  | 1,20 | 250      |
| Angra (Nossa Senhora da Conceição) | 33,49 | 28,69 | 11,43 | 11,54 | 4,69 | 875      |
| Angra (Santa Luzia)                | 28,53 | 32,60 | 12,70 | 12,23 | 3,13 | 638      |
| Angra (São Pedro)                  | 36,47 | 25,55 | 15,33 | 8,72  | 2,61 | 998      |
| Angra (Sé)                         | 43,53 | 22,89 | 13,18 | 9,70  | 2,74 | 402      |
| Cinco Ribeiras                     | 42,38 | 27,14 | 13,81 | 7,62  | 2,86 | 210      |
| Doze Ribeiras                      | 37,64 | 41,57 | 8,43  | 2,81  | 1,69 | 178      |
| Feteira                            | 46,69 | 26,10 | 11,40 | 6,25  | 1,84 | 272      |
| Porto Judeu                        | 49,51 | 27,45 | 9,07  | 4,66  | 1,72 | 408      |
| Posto Santo                        | 30,57 | 36,98 | 10,19 | 8,30  | 2,26 | 265      |
| Raminho                            | 44,33 | 33,99 | 6,40  | 2,96  | 1,48 | 203      |
| Ribeirinha                         | 44,42 | 39,89 | 6,63  | 2,10  | 0,77 | 905      |
| Santa Bárbara                      | 44,94 | 25,84 | 15,73 | 4,49  | 2,53 | 356      |
| São Bartolomeu dos Regatos         | 46,59 | 27,56 | 10,23 | 3,98  | 1,14 | 352      |
| São Bento                          | 30,16 | 40,47 | 10,31 | 5,64  | 2,72 | 514      |
| São Mateus da Calheta              | 22,68 | 49,01 | 6,95  | 8,77  | 4,30 | 604      |
| Serreta                            | 37,27 | 28,57 | 16,15 | 2,48  | 0    | 161      |
| Terra Chã                          | 30,35 | 33,39 | 12,48 | 9,11  | 3,71 | 593      |
| Vila de São Sebastião              | 38,73 | 35,92 | 13,62 | 3,05  | 1,88 | 426      |
| Angra do Heroísmo                  | 37,12 | 32,95 | 11,14 | 6,99  | 2,57 | 8 610    |

### Calheta
| Partido                 | Partido                        | Votos | %               | +/-   |
| ----------------------- | ------------------------------ | ----- | --------------- | ----- |
|                         | Partido Social Democrata       | 542   | 54,69 / 100,00  | -     |
|                         | Partido Socialista             | 281   | 28,36 / 100,00  | 6,85  |
|                         | Partido Popular                | 67    | 6,76 / 100,00   | -     |
|                         | Bloco de Esquerda              | 25    | 2,52 / 100,00   | 2,21  |
|                         | Coligação Democrática Unitária | 17    | 1,72 / 100,00   | 1,26  |
|                         | Outros                         | 20    | 2,00 / 100,00   |       |
| Votos Inválidos         | Votos Inválidos                | 39    | 3,94 / 100,00   | 2,01  |
| Total                   | Total                          | 991   | 100,00 / 100,00 |       |
| Eleitorado/Participação | Eleitorado/Participação        | 4 009 | 24,72 / 100,00  | 12,24 |

| Freguesia                       | %     | %     | %     | %    | %    | Votantes |
| Freguesia                       | PSD   | PS    | PP    | BE   | CDU  | Votantes |
| ------------------------------- | ----- | ----- | ----- | ---- | ---- | -------- |
| Calheta                         | 39,80 | 41,12 | 4,28  | 3,62 | 2,63 | 304      |
| Norte Pequeno                   | 62,71 | 21,19 | 5,93  | 2,54 | 0,85 | 118      |
| Ribeira Seca                    | 60,00 | 22,22 | 10,22 | 2,22 | 1,78 | 225      |
| Santo Antão                     | 64,56 | 19,90 | 6,31  | 0,49 | 1,94 | 206      |
| Topo (Nossa Senhora do Rosário) | 57,25 | 28,99 | 7,97  | 3,62 | 0    | 138      |
| Calheta                         | 54,69 | 28,36 | 6,76  | 2,52 | 1,72 | 991      |

### Corvo
| Partido                 | Partido                    | Votos | %               | +/-   |
| ----------------------- | -------------------------- | ----- | --------------- | ----- |
|                         | Partido Socialista         | 75    | 37,50 / 100,00  | 1,77  |
|                         | Partido Popular Monárquico | 56    | 28,00 / 100,00  | 17,88 |
|                         | Partido Social Democrata   | 37    | 18,50 / 100,00  | -     |
|                         | Partido Popular            | 13    | 6,50 / 100,00   | -     |
|                         | Bloco de Esquerda          | 4     | 2,00 / 100,00   | 0,43  |
|                         | Outros                     | 4     | 2,00 / 100,00   |       |
| Votos Inválidos         | Votos Inválidos            | 11    | 5,50 / 100,00   | 0,17  |
| Total                   | Total                      | 200   | 100,00 / 100,00 |       |
| Eleitorado/Participação | Eleitorado/Participação    | 351   | 56,98 / 100,00  | 14,00 |

| Freguesia | %     | %     | %     | %    | %    | Votantes |
| Freguesia | PS    | PPM   | PSD   | PP   | BE   | Votantes |
| --------- | ----- | ----- | ----- | ---- | ---- | -------- |
| Corvo     | 37,50 | 28,00 | 18,50 | 6,50 | 2,00 | 200      |
| Corvo     | 37,50 | 28,00 | 18,50 | 6,50 | 2,00 | 200      |

### Horta
| Partido                 | Partido                        | Votos  | %               | +/-   |
| ----------------------- | ------------------------------ | ------ | --------------- | ----- |
|                         | Partido Social Democrata       | 1 438  | 43,35 / 100,00  | -     |
|                         | Partido Socialista             | 1 017  | 30,66 / 100,00  | 13,34 |
|                         | Coligação Democrática Unitária | 239    | 7,21 / 100,00   | 2,38  |
|                         | Bloco de Esquerda              | 146    | 4,40 / 100,00   | 3,04  |
|                         | Partido Popular                | 140    | 4,22 / 100,00   | -     |
|                         | Outros                         | 93     | 2,79 / 100,00   |       |
| Votos Inválidos         | Votos Inválidos                | 244    | 7,35 / 100,00   | 4,15  |
| Total                   | Total                          | 3 317  | 100,00 / 100,00 |       |
| Eleitorado/Participação | Eleitorado/Participação        | 13 266 | 25,00 / 100,00  | 9,99  |

| Freguesia           | %     | %     | %     | %    | %     | Votantes |
| Freguesia           | PSD   | PS    | CDU   | BE   | PP    | Votantes |
| ------------------- | ----- | ----- | ----- | ---- | ----- | -------- |
| Capelo              | 38,84 | 32,23 | 5,79  | 2,48 | 4,96  | 121      |
| Castelo Branco      | 43,20 | 29,59 | 7,40  | 4,73 | 3,85  | 338      |
| Cedros              | 62,54 | 18,89 | 3,58  | 2,61 | 5,21  | 307      |
| Feteira             | 34,25 | 37,80 | 6,30  | 5,91 | 5,51  | 254      |
| Flamengos           | 44,64 | 38,75 | 4,84  | 3,11 | 2,08  | 289      |
| Horta (Angústias)   | 33,52 | 37,93 | 8,24  | 6,32 | 2,68  | 522      |
| Horta (Conceição)   | 42,86 | 33,73 | 8,33  | 2,38 | 2,78  | 252      |
| Horta (Matriz)      | 42,03 | 24,95 | 7,50  | 6,75 | 6,00  | 533      |
| Pedro Miguel        | 34,21 | 27,89 | 17,89 | 4,74 | 2,63  | 190      |
| Praia do Almoxarife | 40,51 | 42,41 | 6,96  | 0,63 | 5,06  | 158      |
| Praia do Norte      | 54,95 | 19,82 | 1,80  | 2,70 | 10,81 | 111      |
| Ribeirinha          | 45,19 | 26,92 | 8,65  | 2,88 | 2,88  | 104      |
| Salão               | 67,39 | 18,89 | 4,35  | 2,90 | 2,90  | 138      |
| Horta               | 43,35 | 30,66 | 7,21  | 4,40 | 4,22  | 3 317    |

### Lagoa
| Partido                 | Partido                        | Votos  | %               | +/-   |
| ----------------------- | ------------------------------ | ------ | --------------- | ----- |
|                         | Partido Socialista             | 757    | 37,13 / 100,00  | 19,28 |
|                         | Partido Social Democrata       | 716    | 35,12 / 100,00  | -     |
|                         | Partido Popular                | 148    | 7,26 / 100,00   | -     |
|                         | Bloco de Esquerda              | 140    | 6,87 / 100,00   | 5,54  |
|                         | Coligação Democrática Unitária | 61     | 2,99 / 100,00   | 1,74  |
|                         | Partido da Terra               | 28     | 1,37 / 100,00   | 1,05  |
|                         | Outros                         | 49     | 2,41 / 100,00   |       |
| Votos Inválidos         | Votos Inválidos                | 140    | 6,86 / 100,00   | 3,00  |
| Total                   | Total                          | 2 039  | 100,00 / 100,00 |       |
| Eleitorado/Participação | Eleitorado/Participação        | 12 641 | 16,13 / 100,00  | 7,89  |

| Freguesia                        | %     | %     | %    | %    | %    | %    | Votantes |
| Freguesia                        | PS    | PSD   | PP   | BE   | CDU  | MPT  | Votantes |
| -------------------------------- | ----- | ----- | ---- | ---- | ---- | ---- | -------- |
| Água de Pau                      | 44,14 | 36,34 | 6,01 | 5,41 | 1,80 | 1,20 | 333      |
| Cabouco                          | 35,74 | 37,75 | 7,63 | 6,02 | 3,61 | 2,41 | 249      |
| Lagoa (Nossa Senhora do Rosário) | 33,14 | 33,82 | 9,28 | 8,60 | 3,28 | 1,47 | 884      |
| Lagoa (Santa Cruz)               | 36,77 | 37,20 | 4,30 | 6,02 | 3,66 | 1,08 | 465      |
| Ribeira Chã                      | 52,78 | 26,85 | 6,48 | 2,78 | 0    | 0    | 108      |
| Lagoa                            | 37,13 | 35,12 | 7,26 | 6,87 | 2,99 | 1,37 | 2 039    |

### Lajes das Flores
| Partido                 | Partido                        | Votos | %               | +/-   |
| ----------------------- | ------------------------------ | ----- | --------------- | ----- |
|                         | Partido Social Democrata       | 245   | 48,90 / 100,00  | -     |
|                         | Partido Socialista             | 108   | 21,56 / 100,00  | 15,01 |
|                         | Partido Popular                | 27    | 5,39 / 100,00   | -     |
|                         | Coligação Democrática Unitária | 26    | 5,19 / 100,00   | 1,29  |
|                         | Bloco de Esquerda              | 21    | 4,19 / 100,00   | 2,80  |
|                         | Outros                         | 16    | 3,20 / 100,00   |       |
| Votos Inválidos         | Votos Inválidos                | 58    | 11,58 / 100,00  | 7,42  |
| Total                   | Total                          | 501   | 100,00 / 100,00 |       |
| Eleitorado/Participação | Eleitorado/Participação        | 1 300 | 38,54 / 100,00  | 12,56 |

| Freguesia        | %     | %     | %     | %    | %    | Votantes |
| Freguesia        | PSD   | PS    | PP    | CDU  | BE   | Votantes |
| ---------------- | ----- | ----- | ----- | ---- | ---- | -------- |
| Fajã Grande      | 63,29 | 18,99 | 0     | 3,80 | 2,53 | 79       |
| Fajãzinha        | 42,22 | 33,33 | 2,22  | 6,67 | 0    | 45       |
| Fazenda          | 43,14 | 32,35 | 2,94  | 5,88 | 7,84 | 102      |
| Lajedo           | 56,86 | 19,61 | 1,96  | 5,88 | 1,96 | 51       |
| Lajes das Flores | 48,65 | 17,57 | 8,11  | 4,73 | 6,08 | 148      |
| Lomba            | 42,37 | 10,17 | 11,86 | 5,08 | 1,69 | 59       |
| Mosteiro         | 35,29 | 17,65 | 17,65 | 5,88 | 0    | 17       |
| Lajes das Flores | 48,90 | 21,56 | 5,39  | 5,19 | 4,19 | 501      |

### Lajes do Pico
| Partido                 | Partido                        | Votos | %               | +/-  |
| ----------------------- | ------------------------------ | ----- | --------------- | ---- |
|                         | Partido Social Democrata       | 553   | 42,77 / 100,00  | -    |
|                         | Partido Socialista             | 488   | 37,74 / 100,00  | 2,59 |
|                         | Partido Popular                | 63    | 4,87 / 100,00   | -    |
|                         | Bloco de Esquerda              | 49    | 3,79 / 100,00   | 2,67 |
|                         | Coligação Democrática Unitária | 23    | 1,78 / 100,00   | 0,85 |
|                         | Outros                         | 27    | 2,09 / 100,00   |      |
| Votos Inválidos         | Votos Inválidos                | 90    | 6,97 / 100,00   | 4,37 |
| Total                   | Total                          | 1 293 | 100,00 / 100,00 |      |
| Eleitorado/Participação | Eleitorado/Participação        | 4 590 | 28,17 / 100,00  | 8,98 |

| Freguesia          | %     | %     | %    | %    | %    | Votantes |
| Freguesia          | PSD   | PS    | PP   | BE   | CDU  | Votantes |
| ------------------ | ----- | ----- | ---- | ---- | ---- | -------- |
| Calheta de Nesquim | 54,84 | 33,33 | 2,15 | 1,08 | 0    | 93       |
| Lajes do Pico      | 34,32 | 41,36 | 6,59 | 4,32 | 2,50 | 440      |
| Piedade            | 45,53 | 34,96 | 6,10 | 3,66 | 1,22 | 246      |
| Ribeiras           | 47,83 | 36,36 | 3,16 | 4,74 | 1,98 | 253      |
| Ribeirinha         | 41,98 | 40,46 | 3,82 | 2,29 | 0,76 | 131      |
| São João           | 48,46 | 33,85 | 3,08 | 3,85 | 2,31 | 130      |
| Lajes do Pico      | 42,77 | 37,74 | 4,87 | 3,79 | 1,78 | 1 293    |

### Madalena
| Partido                 | Partido                        | Votos | %               | +/-   |
| ----------------------- | ------------------------------ | ----- | --------------- | ----- |
|                         | Partido Social Democrata       | 667   | 50,11 / 100,00  | -     |
|                         | Partido Socialista             | 379   | 28,47 / 100,00  | 7,48  |
|                         | Partido Popular                | 64    | 4,81 / 100,00   | -     |
|                         | Bloco de Esquerda              | 49    | 3,68 / 100,00   | 2,87  |
|                         | Coligação Democrática Unitária | 34    | 2,55 / 100,00   | 1,08  |
|                         | Outros                         | 31    | 2,36 / 100,00   |       |
| Votos Inválidos         | Votos Inválidos                | 107   | 8,04 / 100,00   | 5,05  |
| Total                   | Total                          | 1 331 | 100,00 / 100,00 |       |
| Eleitorado/Participação | Eleitorado/Participação        | 5 372 | 24,78 / 100,00  | 17,49 |

| Freguesia     | %     | %     | %    | %    | %    | Votantes |
| Freguesia     | PSD   | PS    | PP   | BE   | CDU  | Votantes |
| ------------- | ----- | ----- | ---- | ---- | ---- | -------- |
| Bandeiras     | 53,61 | 22,68 | 1,03 | 6,19 | 4,12 | 97       |
| Candelária    | 34,09 | 40,91 | 4,09 | 3,64 | 3,64 | 220      |
| Criação Velha | 62,20 | 17,07 | 4,27 | 1,22 | 2,44 | 164      |
| Madalena      | 47,75 | 25,23 | 7,21 | 4,73 | 3,15 | 444      |
| São Caetano   | 59,74 | 25,97 | 6,49 | 1,95 | 1,30 | 154      |
| São Mateus    | 53,17 | 34,52 | 1,98 | 3,57 | 0,79 | 252      |
| Madalena      | 50,11 | 28,47 | 4,81 | 3,68 | 2,55 | 1 331    |

### Nordeste
| Partido                 | Partido                        | Votos | %               | +/-   |
| ----------------------- | ------------------------------ | ----- | --------------- | ----- |
|                         | Partido Social Democrata       | 780   | 45,83 / 100,00  | -     |
|                         | Partido Socialista             | 571   | 33,55 / 100,00  | 15,96 |
|                         | Partido Popular                | 94    | 5,52 / 100,00   | -     |
|                         | Bloco de Esquerda              | 70    | 4,11 / 100,00   | 3,32  |
|                         | Coligação Democrática Unitária | 28    | 1,65 / 100,00   | 0,67  |
|                         | Outros                         | 55    | 3,24 / 100,00   |       |
| Votos Inválidos         | Votos Inválidos                | 104   | 6,11 / 100,00   | 2,53  |
| Total                   | Total                          | 1 702 | 100,00 / 100,00 |       |
| Eleitorado/Participação | Eleitorado/Participação        | 5 072 | 33,56 / 100,00  | 10,64 |

| Freguesia                    | %     | %     | %    | %    | %    | Votantes |
| Freguesia                    | PSD   | PS    | PP   | BE   | CDU  | Votantes |
| ---------------------------- | ----- | ----- | ---- | ---- | ---- | -------- |
| Achada                       | 34,48 | 51,72 | 3,45 | 2,30 | 0,57 | 174      |
| Achadinha                    | 39,13 | 39,61 | 9,18 | 1,93 | 3,38 | 207      |
| Algarvia                     | 54,74 | 32,12 | 2,92 | 1,46 | 1,46 | 137      |
| Lomba da Fazenda             | 50,38 | 28,24 | 3,05 | 4,96 | 2,29 | 262      |
| Nordeste                     | 48,48 | 21,88 | 5,82 | 8,86 | 1,66 | 361      |
| Salga                        | 44,36 | 37,59 | 4,51 | 4,51 | 2,26 | 133      |
| Santana                      | 42,86 | 43,96 | 6,59 | 2,75 | 0    | 182      |
| Santo António de Nordestinho | 50,00 | 30,30 | 8,33 | 1,52 | 1,52 | 132      |
| São Pedro de Nordestinho     | 47,37 | 28,07 | 6,14 | 1,75 | 0,88 | 114      |
| Nordeste                     | 45,83 | 33,55 | 5,52 | 4,11 | 1,65 | 1 702    |

### Ponta Delgada
| Partido                 | Partido                        | Votos  | %               | +/-   |
| ----------------------- | ------------------------------ | ------ | --------------- | ----- |
|                         | Partido Social Democrata       | 4 880  | 40,72 / 100,00  | -     |
|                         | Partido Socialista             | 3 457  | 28,85 / 100,00  | 22,56 |
|                         | Bloco de Esquerda              | 1 034  | 8,63 / 100,00   | 6,47  |
|                         | Partido Popular                | 887    | 7,40 / 100,00   | -     |
|                         | Coligação Democrática Unitária | 456    | 3,81 / 100,00   | 1,82  |
|                         | Partido da Terra               | 185    | 1,54 / 100,00   | 1,15  |
|                         | Outros                         | 356    | 2,98 / 100,00   |       |
| Votos Inválidos         | Votos Inválidos                | 698    | 6,07 / 100,00   | 3,10  |
| Total                   | Total                          | 11 983 | 100,00 / 100,00 |       |
| Eleitorado/Participação | Eleitorado/Participação        | 62 963 | 19,03 / 100,00  | 6,52  |

| Freguesia                     | %     | %     | %     | %     | %    | %    | Votantes |
| Freguesia                     | PSD   | PS    | BE    | PP    | CDU  | MPT  | Votantes |
| ----------------------------- | ----- | ----- | ----- | ----- | ---- | ---- | -------- |
| Ajuda da Bretanha             | 56,38 | 23,40 | 4,26  | 8,51  | 0    | 0    | 94       |
| Arrifes                       | 39,81 | 33,30 | 6,19  | 4,91  | 3,74 | 2,13 | 937      |
| Candelária                    | 47,66 | 28,91 | 5,47  | 7,03  | 2,34 | 2,34 | 128      |
| Capelas                       | 34,09 | 37,44 | 5,63  | 7,31  | 2,59 | 1,67 | 657      |
| Covoada                       | 38,74 | 33,51 | 7,85  | 5,76  | 3,66 | 1,05 | 191      |
| Fajã de Baixo                 | 35,41 | 29,72 | 12,22 | 8,96  | 3,69 | 1,37 | 949      |
| Fajã de Cima                  | 40,68 | 29,19 | 8,85  | 6,40  | 4,33 | 1,88 | 531      |
| Fenais da Luz                 | 48,50 | 22,56 | 10,15 | 5,64  | 3,76 | 1,88 | 266      |
| Feteiras                      | 38,98 | 39,55 | 3,95  | 5,65  | 1,69 | 1,69 | 177      |
| Ginetes                       | 42,72 | 32,52 | 3,40  | 7,28  | 3,88 | 1,94 | 206      |
| Mosteiros                     | 50,88 | 27,19 | 3,07  | 7,02  | 5,70 | 0,44 | 228      |
| Pilar da Bretanha             | 41,46 | 22,76 | 2,44  | 16,26 | 4,07 | 4,07 | 123      |
| Ponta Delgada (São José)      | 41,72 | 26,07 | 10,51 | 7,52  | 4,45 | 1,38 | 1 304    |
| Ponta Delgada (São Pedro)     | 38,99 | 26,57 | 12,48 | 7,45  | 4,62 | 2,02 | 1 731    |
| Ponta Delgada (São Sebastião) | 44,85 | 21,79 | 8,85  | 7,40  | 3,57 | 1,45 | 1 175    |
| Relva                         | 48,21 | 25,89 | 8,48  | 6,70  | 3,57 | 0,89 | 448      |
| Remédios                      | 39,35 | 30,09 | 7,87  | 8,33  | 3,70 | 0    | 216      |
| Rosto do Cão (Livramento)     | 42,93 | 24,43 | 10,12 | 9,08  | 2,44 | 0,87 | 573      |
| Rosto do Cão (São Roque)      | 39,56 | 30,68 | 7,58  | 7,02  | 3,51 | 1,11 | 541      |
| Santa Bárbara                 | 36,04 | 40,10 | 4,57  | 7,11  | 3,55 | 1,02 | 197      |
| Santa Clara                   | 37,93 | 31,99 | 9,00  | 5,75  | 5,36 | 1,53 | 522      |
| Santo António                 | 38,02 | 31,44 | 3,89  | 14,67 | 2,99 | 1,20 | 334      |
| São Vicente Ferreira          | 45,00 | 28,13 | 5,31  | 5,63  | 2,81 | 2,50 | 320      |
| Sete Cidades                  | 31,85 | 50,37 | 1,48  | 5,19  | 4,44 | 0,74 | 135      |
| Ponta Delgada                 | 40,72 | 28,85 | 8,63  | 7,40  | 3,81 | 1,54 | 11 983   |

### Povoação
| Partido                 | Partido                        | Votos | %               | +/-   |
| ----------------------- | ------------------------------ | ----- | --------------- | ----- |
|                         | Partido Socialista             | 643   | 40,54 / 100,00  | 10,43 |
|                         | Partido Social Democrata       | 642   | 40,48 / 100,00  | -     |
|                         | Partido Popular                | 61    | 3,85 / 100,00   | -     |
|                         | Bloco de Esquerda              | 47    | 2,96 / 100,00   | 1,65  |
|                         | Coligação Democrática Unitária | 36    | 2,27 / 100,00   | 1,64  |
|                         | Partido da Terra               | 18    | 1,13 / 100,00   | 0,92  |
|                         | Outros                         | 40    | 2,51 / 100,00   |       |
| Votos Inválidos         | Votos Inválidos                | 99    | 6,24 / 100,00   | 3,14  |
| Total                   | Total                          | 1 586 | 100,00 / 100,00 |       |
| Eleitorado/Participação | Eleitorado/Participação        | 6 500 | 24,40 / 100,00  | 11,00 |

| Freguesia                  | %     | %     | %    | %    | %    | %    | Votantes |
| Freguesia                  | PS    | PSD   | PP   | BE   | CDU  | MPT  | Votantes |
| -------------------------- | ----- | ----- | ---- | ---- | ---- | ---- | -------- |
| Água Retorta               | 39,87 | 46,84 | 3,16 | 1,27 | 2,53 | 0    | 158      |
| Faial da Terra             | 41,75 | 39,81 | 0,97 | 1,94 | 0,97 | 1,94 | 103      |
| Furnas                     | 37,89 | 35,26 | 4,47 | 7,11 | 2,11 | 1,32 | 380      |
| Nossa Senhora dos Remédios | 35,10 | 49,67 | 5,30 | 0,66 | 2,32 | 0,66 | 302      |
| Povoação                   | 42,34 | 40,32 | 3,43 | 2,22 | 2,62 | 1,21 | 496      |
| Ribeira Quente             | 52,38 | 29,25 | 3,40 | 2,04 | 2,04 | 2,04 | 147      |
| Povoação                   | 40,54 | 40,48 | 3,85 | 2,96 | 2,27 | 1,13 | 1 586    |

### Ribeira Grande
| Partido                 | Partido                        | Votos  | %               | +/-   |
| ----------------------- | ------------------------------ | ------ | --------------- | ----- |
|                         | Partido Social Democrata       | 1 578  | 36,69 / 100,00  | -     |
|                         | Partido Socialista             | 1 524  | 35,43 / 100,00  | 16,79 |
|                         | Bloco de Esquerda              | 403    | 9,37 / 100,00   | 5,83  |
|                         | Partido Popular                | 220    | 5,12 / 100,00   | -     |
|                         | Coligação Democrática Unitária | 166    | 3,86 / 100,00   | 2,64  |
|                         | Outros                         | 149    | 3,47 / 100,00   |       |
| Votos Inválidos         | Votos Inválidos                | 261    | 6,07 / 100,00   | 2,29  |
| Total                   | Total                          | 4 301  | 100,00 / 100,00 |       |
| Eleitorado/Participação | Eleitorado/Participação        | 26 780 | 16,06 / 100,00  | 9,96  |

| Freguesia                  | %     | %     | %     | %    | %    | Votantes |
| Freguesia                  | PSD   | PS    | BE    | PP   | CDU  | Votantes |
| -------------------------- | ----- | ----- | ----- | ---- | ---- | -------- |
| Calhetas                   | 34,97 | 44,06 | 8,39  | 4,20 | 4,20 | 143      |
| Fenais da Ajuda            | 37,65 | 42,51 | 2,02  | 7,29 | 2,83 | 247      |
| Lomba da Maia              | 38,66 | 30,41 | 6,70  | 5,67 | 5,15 | 194      |
| Lomba de São Pedro         | 30,84 | 52,34 | 2,80  | 4,67 | 1,87 | 107      |
| Maia                       | 35,21 | 43,28 | 4,89  | 4,40 | 3,67 | 409      |
| Pico da Pedra              | 26,67 | 36,16 | 11,72 | 5,66 | 6,67 | 495      |
| Porto Formoso              | 18,22 | 61,94 | 6,48  | 2,83 | 2,83 | 247      |
| Rabo de Peixe              | 38,45 | 25,17 | 17,07 | 5,52 | 3,62 | 580      |
| Ribeira Grande (Conceição) | 30,72 | 37,68 | 13,04 | 4,06 | 3,19 | 345      |
| Ribeira Grande (Matriz)    | 39,54 | 29,66 | 11,41 | 5,89 | 4,37 | 526      |
| Ribeira Seca               | 49,66 | 23,34 | 8,24  | 6,64 | 3,43 | 437      |
| Ribeirinha                 | 40,91 | 35,00 | 7,73  | 3,18 | 4,55 | 220      |
| Santa Bárbara              | 51,28 | 26,67 | 7,18  | 4,62 | 2,56 | 195      |
| São Brás                   | 39,74 | 44,23 | 3,21  | 3,21 | 0,64 | 156      |
| Ribeira Grande             | 36,69 | 35,43 | 9,37  | 5,12 | 3,86 | 4 301    |

### Santa Cruz da Graciosa
| Partido                 | Partido                        | Votos | %               | +/-   |
| ----------------------- | ------------------------------ | ----- | --------------- | ----- |
|                         | Partido Social Democrata       | 582   | 46,94 / 100,00  | -     |
|                         | Partido Socialista             | 518   | 41,77 / 100,00  | 12,97 |
|                         | Bloco de Esquerda              | 39    | 3,15 / 100,00   | 2,54  |
|                         | Partido Popular                | 22    | 1,77 / 100,00   | -     |
|                         | Coligação Democrática Unitária | 15    | 1,21 / 100,00   | 0,24  |
|                         | Outros                         | 8     | 0,64 / 100,00   |       |
| Votos Inválidos         | Votos Inválidos                | 56    | 4,52 / 100,00   | 1,24  |
| Total                   | Total                          | 1 240 | 100,00 / 100,00 |       |
| Eleitorado/Participação | Eleitorado/Participação        | 4 436 | 27,95 / 100,00  | 15,06 |

| Freguesia              | %     | %     | %    | %    | %    | Votantes |
| Freguesia              | PSD   | PS    | BE   | PP   | CDU  | Votantes |
| ---------------------- | ----- | ----- | ---- | ---- | ---- | -------- |
| Guadalupe              | 61,38 | 29,92 | 2,05 | 1,28 | 0,77 | 391      |
| Luz                    | 49,52 | 40,38 | 2,40 | 1,44 | 0,48 | 208      |
| Praia                  | 39,45 | 53,91 | 1,56 | 1,17 | 0    | 256      |
| Santa Cruz da Graciosa | 35,84 | 46,49 | 5,71 | 2,86 | 2,86 | 385      |
| Santa Cruz da Graciosa | 46,94 | 41,77 | 3,15 | 1,77 | 1,21 | 1 240    |

### Santa Cruz das Flores
| Partido                 | Partido                        | Votos | %               | +/-   |
| ----------------------- | ------------------------------ | ----- | --------------- | ----- |
|                         | Partido Socialista             | 174   | 33,14 / 100,00  | 16,13 |
|                         | Partido Social Democrata       | 136   | 25,90 / 100,00  | -     |
|                         | Partido Popular                | 115   | 21,90 / 100,00  | -     |
|                         | Coligação Democrática Unitária | 30    | 5,71 / 100,00   | 2,39  |
|                         | Bloco de Esquerda              | 26    | 4,95 / 100,00   | 3,65  |
|                         | Outros                         | 13    | 2,47 / 100,00   |       |
| Votos Inválidos         | Votos Inválidos                | 31    | 5,90 / 100,00   | 1,85  |
| Total                   | Total                          | 525   | 100,00 / 100,00 |       |
| Eleitorado/Participação | Eleitorado/Participação        | 2 036 | 25,79 / 100,00  | 5,42  |

| Freguesia             | %     | %     | %     | %     | %    | Votantes |
| Freguesia             | PS    | PSD   | PP    | CDU   | BE   | Votantes |
| --------------------- | ----- | ----- | ----- | ----- | ---- | -------- |
| Caveira               | 46,88 | 21,88 | 9,38  | 12,50 | 6,25 | 32       |
| Cedros                | 27,03 | 21,62 | 21,62 | 21,62 | 0    | 37       |
| Ponta Delgada         | 29,25 | 28,30 | 27,36 | 1,89  | 3,77 | 106      |
| Santa Cruz das Flores | 33,71 | 26,00 | 21,43 | 4,57  | 5,71 | 350      |
| Santa Cruz das Flores | 33,14 | 25,90 | 21,90 | 5,71  | 4,95 | 525      |

### São Roque do Pico
| Partido                 | Partido                        | Votos | %               | +/-   |
| ----------------------- | ------------------------------ | ----- | --------------- | ----- |
|                         | Partido Social Democrata       | 333   | 39,98 / 100,00  | -     |
|                         | Partido Socialista             | 282   | 33,85 / 100,00  | 1,54  |
|                         | Bloco de Esquerda              | 50    | 6,00 / 100,00   | 5,00  |
|                         | Partido Popular                | 40    | 4,80 / 100,00   | -     |
|                         | Coligação Democrática Unitária | 20    | 2,40 / 100,00   | 1,33  |
|                         | Outros                         | 24    | 2,88 / 100,00   |       |
| Votos Inválidos         | Votos Inválidos                | 84    | 10,08 / 100,00  | 7,52  |
| Total                   | Total                          | 833   | 100,00 / 100,00 |       |
| Eleitorado/Participação | Eleitorado/Participação        | 3 226 | 25,82 / 100,00  | 24,16 |

| Freguesia         | %     | %     | %     | %    | %    | Votantes |
| Freguesia         | PSD   | PS    | BE    | PP   | CDU  | Votantes |
| ----------------- | ----- | ----- | ----- | ---- | ---- | -------- |
| Prainha           | 40,35 | 31,58 | 4,09  | 9,94 | 1,75 | 171      |
| Santa Luzia       | 39,80 | 44,90 | 2,04  | 1,02 | 1,02 | 98       |
| Santo Amaro       | 38,76 | 37,21 | 10,85 | 3,10 | 0    | 129      |
| Santo António     | 30,43 | 28,70 | 7,83  | 6,09 | 6,09 | 115      |
| São Roque do Pico | 43,75 | 32,19 | 5,63  | 3,44 | 2,81 | 320      |
| São Roque do Pico | 39,89 | 33,85 | 6,00  | 4,80 | 2,40 | 833      |

### Velas
| Partido                 | Partido                        | Votos | %               | +/-   |
| ----------------------- | ------------------------------ | ----- | --------------- | ----- |
|                         | Partido Social Democrata       | 476   | 37,30 / 100,00  | -     |
|                         | Partido Socialista             | 414   | 32,45 / 100,00  | 8,34  |
|                         | Partido Popular                | 210   | 16,46 / 100,00  | -     |
|                         | Bloco de Esquerda              | 55    | 4,31 / 100,00   | 2,54  |
|                         | Coligação Democrática Unitária | 35    | 2,74 / 100,00   | 1,09  |
|                         | Outros                         | 27    | 2,12 / 100,00   |       |
| Votos Inválidos         | Votos Inválidos                | 59    | 4,63 / 100,00   | 2,24  |
| Total                   | Total                          | 1 276 | 100,00 / 100,00 |       |
| Eleitorado/Participação | Eleitorado/Participação        | 5 198 | 24,55 / 100,00  | 14,11 |

| Freguesia    | %     | %     | %     | %    | %    | Votantes |
| Freguesia    | PSD   | PS    | PP    | BE   | CDU  | Votantes |
| ------------ | ----- | ----- | ----- | ---- | ---- | -------- |
| Manadas      | 49,11 | 37,50 | 7,14  | 2,68 | 0    | 112      |
| Norte Grande | 29,69 | 43,23 | 17,19 | 2,08 | 2,08 | 192      |
| Rosais       | 25,88 | 23,53 | 36,47 | 0,59 | 2,94 | 170      |
| Santo Amaro  | 40,27 | 31,67 | 15,84 | 3,62 | 1,81 | 221      |
| Urzelina     | 47,09 | 26,98 | 7,94  | 6,35 | 3,70 | 189      |
| Velas        | 36,22 | 32,65 | 14,54 | 6,89 | 3,83 | 392      |
| Velas        | 37,30 | 32,45 | 16,46 | 4,31 | 2,74 | 1 276    |

### Vila da Praia da Vitória
| Partido                 | Partido                        | Votos  | %               | +/-   |
| ----------------------- | ------------------------------ | ------ | --------------- | ----- |
|                         | Partido Social Democrata       | 1 693  | 39,99 / 100,00  | -     |
|                         | Partido Socialista             | 1 443  | 34,08 / 100,00  | 14,89 |
|                         | Partido Popular                | 465    | 10,98 / 100,00  | -     |
|                         | Bloco de Esquerda              | 228    | 5,38 / 100,00   | 3,80  |
|                         | Coligação Democrática Unitária | 68     | 1,61 / 100,00   | 0,91  |
|                         | Outros                         | 108    | 2,56 / 100,00   |       |
| Votos Inválidos         | Votos Inválidos                | 229    | 5,40 / 100,00   | 2,97  |
| Total                   | Total                          | 4 234  | 100,00 / 100,00 |       |
| Eleitorado/Participação | Eleitorado/Participação        | 19 414 | 21,81 / 100,00  | 8,53  |

| Freguesia                     | %     | %     | %     | %    | %    | Votantes |
| Freguesia                     | PSD   | PS    | PP    | BE   | CDU  | Votantes |
| ----------------------------- | ----- | ----- | ----- | ---- | ---- | -------- |
| Agualva                       | 50,39 | 38,24 | 5,43  | 1,55 | 1,03 | 387      |
| Biscoitos                     | 39,47 | 37,50 | 4,93  | 7,89 | 0,99 | 304      |
| Cabo da Praia                 | 37,41 | 23,13 | 21,09 | 8,16 | 2,72 | 147      |
| Fonte do Bastardo             | 43,12 | 25,69 | 13,30 | 3,21 | 3,21 | 218      |
| Fontinhas                     | 46,01 | 30,30 | 11,29 | 4,13 | 0,55 | 363      |
| Lajes                         | 43,01 | 33,23 | 9,94  | 5,90 | 1,71 | 644      |
| Porto Martins                 | 31,20 | 33,60 | 20,00 | 4,00 | 1,60 | 250      |
| Praia da Vitória (Santa Cruz) | 36,61 | 30,74 | 14,25 | 7,51 | 2,33 | 1 158    |
| Quatro Ribeiras               | 33,10 | 50,70 | 2,11  | 4,93 | 1,41 | 142      |
| São Brás                      | 34,80 | 41,60 | 9,20  | 6,00 | 0,40 | 250      |
| Vila Nova                     | 40,16 | 40,70 | 6,20  | 1,89 | 0,81 | 371      |
| Vila Praia da Vitória         | 39,99 | 34,08 | 10,98 | 5,38 | 1,61 | 4 234    |

### Vila do Porto
| Partido                 | Partido                        | Votos | %               | +/-   |
| ----------------------- | ------------------------------ | ----- | --------------- | ----- |
|                         | Partido Social Democrata       | 372   | 35,23 / 100,00  | -     |
|                         | Partido Socialista             | 370   | 35,04 / 100,00  | 28,65 |
|                         | Bloco de Esquerda              | 79    | 7,48 / 100,00   | 5,61  |
|                         | Coligação Democrática Unitária | 58    | 5,49 / 100,00   | 3,62  |
|                         | Partido Popular                | 45    | 4,26 / 100,00   | -     |
|                         | Outros                         | 32    | 3,02 / 100,00   |       |
| Votos Inválidos         | Votos Inválidos                | 100   | 9,47 / 100,00   | 6,24  |
| Total                   | Total                          | 1 056 | 100,00 / 100,00 |       |
| Eleitorado/Participação | Eleitorado/Participação        | 5 257 | 20,09 / 100,00  | 5,97  |

| Freguesia      | %     | %     | %    | %    | %    | Votantes |
| Freguesia      | PSD   | PS    | BE   | CDU  | PP   | Votantes |
| -------------- | ----- | ----- | ---- | ---- | ---- | -------- |
| Almagreira     | 45,78 | 28,92 | 4,82 | 7,23 | 3,61 | 83       |
| Santa Bárbara  | 34,75 | 30,51 | 7,63 | 4,24 | 8,47 | 118      |
| Santo Espírito | 38,28 | 46,88 | 2,34 | 4,69 | 1,56 | 128      |
| São Pedro      | 28,57 | 38,66 | 9,24 | 5,88 | 7,56 | 119      |
| Vila do Porto  | 34,54 | 33,55 | 8,55 | 5,59 | 3,45 | 608      |
| Vila do Porto  | 35,23 | 35,04 | 7,48 | 5,49 | 4,26 | 1 056    |

### Vila Franca do Campo
| Partido                 | Partido                        | Votos  | %               | +/-   |
| ----------------------- | ------------------------------ | ------ | --------------- | ----- |
|                         | Partido Social Democrata       | 744    | 38,69 / 100,00  | -     |
|                         | Partido Socialista             | 743    | 38,64 / 100,00  | 14,83 |
|                         | Partido Popular                | 153    | 7,96 / 100,00   | -     |
|                         | Bloco de Esquerda              | 82     | 4,26 / 100,00   | 3,36  |
|                         | Coligação Democrática Unitária | 44     | 2,29 / 100,00   | 1,11  |
|                         | Outros                         | 60     | 3,12 / 100,00   |       |
| Votos Inválidos         | Votos Inválidos                | 97     | 5,04 / 100,00   | 1,83  |
| Total                   | Total                          | 1 923  | 100,00 / 100,00 |       |
| Eleitorado/Participação | Eleitorado/Participação        | 10 259 | 18,74 / 100,00  | 6,33  |

| Freguesia                         | %     | %     | %     | %    | %    | Votantes |
| Freguesia                         | PSD   | PS    | PP    | BE   | CDU  | Votantes |
| --------------------------------- | ----- | ----- | ----- | ---- | ---- | -------- |
| Água de Alto                      | 37,04 | 43,70 | 4,81  | 3,70 | 2,96 | 270      |
| Ponta Garça                       | 47,02 | 33,07 | 9,25  | 3,13 | 0,94 | 638      |
| Ribeira das Tainhas               | 19,30 | 55,06 | 7,91  | 5,06 | 0,95 | 316      |
| Ribeira Seca                      | 37,50 | 35,00 | 10,00 | 2,50 | 5,83 | 120      |
| Vila Franca do Campo (São Miguel) | 43,93 | 29,97 | 8,79  | 4,39 | 3,62 | 387      |
| Vila Franca do Campo (São Pedro)  | 35,42 | 42,71 | 5,21  | 8,33 | 3,13 | 192      |
| Vila Franca do Campo              | 38,69 | 38,64 | 7,96  | 4,26 | 2,29 | 1 923    |